# Dicranomyia (Dicranomyia) tremula
Dicranomyia (Dicranomyia) tremula is een tweevleugelige uit de familie steltmuggen (Limoniidae). De soort komt voor in het Oriëntaals gebied.